# نينجا غايدن سيجما 2

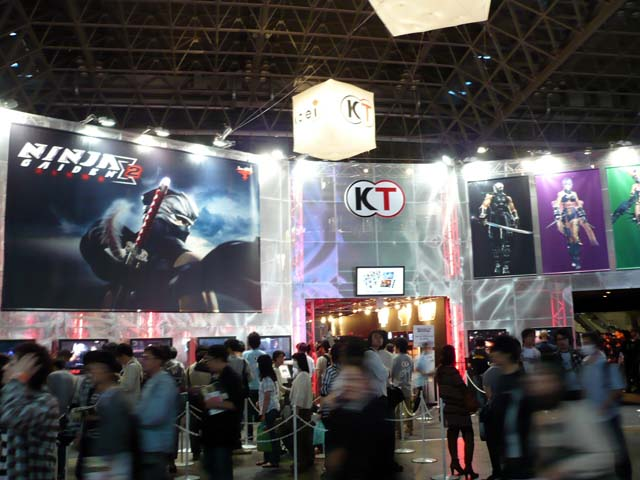
عرض لعبة نينجا غايدن سيغما 2 في معرض ألعاب طوكيو عام 2009م.

نينجا غايدن سيجما 2 (بالإنجليزية: Ninja Gaiden Sigma 2)‏ ، هي لعبة فيديو من نوع أكشن وذبح وتقطيع، أنتجت سنة 2009م وتعمل بنظام بلاي ستيشن 3 ، وفي عام 2013م أعيدت الإصدار وتعمل على نظام بلاي ستيشن فيتا.

## وصلات خارجية
- الموقع الرسمي
 (باليابانية)